# Gorrontz-Olano
Gorrontz-Olano en basque ou Gorronz-Olano en espagnol est formé par deux petites bourgades, Gorrontz et Olano qui sont situées dans la municipalité de Ultzama de la communauté forale de Navarre, dans le Nord de l'Espagne.

## Géographie
Au centre du village de Gorrontz coule le cours d'eau Aldapako erreka (rivière Aldapa).

## Langues
Cette commune se situe dans la zone bascophone de la Navarre dont la population totale en 2018, comprenant 64 municipalités dont Ultzama, était bilingue à 60.8%, à cela s'ajoute 10.7% de bilingues réceptifs. En 2011, 47.6% de la population d'Ultzama ayant 16 ans et plus avait le basque comme langue maternelle.

### Patrimoine religieux
- L'église paroissiale de La Asunción / Jasokundea (Église de l'Assomption) à Gorrontz[4].